# Makhtar N'Diaye
Amadou Makhtar N'Diaye (Dakar, Senegal, 31 de diciembre de 1981) es un exfutbolista senegalés que jugaba como volante y su primer equipo fue el Stade Rennes.

## Selección nacional
Ha sido internacional con la Selección de fútbol de Senegal, ha jugado 11 partidos internacionales.

## Participaciones en la Copa del Mundo
| Mundial                        | Sede                  | Resultado   |
| ------------------------------ | --------------------- | ----------- |
| Copa Mundial de Fútbol de 2002 | Japón y Corea del Sur | 4° de final |

## Clubes
| Club              | País    | Año        |
| ----------------- | ------- | ---------- |
| Stade Rennes      | Francia | 1999-2003  |
| CS Sedan Ardennes | Francia | 2003-2004  |
| Stade Rennes      | Francia | 2004-2005  |
| Yverdon-Sport     | Suiza   | 2005-2006  |
| Glasgow Rangers   | Escocia | 2006- 2007 |

- Datos: Q2527874